# Estação Filiovskii Park
Filiovskii Park (em russo:  Филёвский парк) é uma das estações da linha Filiovskaia (Linha 4) do Metro de Moscovo, na Rússia. A estação «Filiovskii Park» está localizada entre as estações «Pionerskaia» e «Bagrationovskaia».